# 村上吉充
村上 吉充（むらかみ よしみつ）は、戦国時代から江戸時代にかけての武将。因島村上氏の第6代当主。父は村上尚吉。妻は乃美宗勝の妹。又三郎、新蔵人。弟に村上吉忠、村上亮康。第3代当主と同名である。

## 生涯
因島村上氏は能島村上氏と来島村上氏に並ぶ瀬戸内海を支配した海賊衆で、父・尚吉の代より毛利氏に近い立場にあり、天文24年（1555年）の厳島の戦いの際、毛利・小早川氏から加勢を求められ、重臣・末長景道率いる因島村上水軍を派遣し、小早川水軍の一翼を担い毛利方の勝利に大きく貢献した。
その後も毛利・小早川氏に属し、弘治元年（1555年）から弘治3年（1557年）にかけての防長経略では関門海峡を封鎖するなどの活躍をした。また、弘治3年（1557年）1月12日に小早川隆景から新蔵人の官位を与えられた。大友氏との戦いがはじまると、永禄4年（1561年）の門司城攻防戦で乃美宗勝の指揮下で大友軍を撃退した。
天正4年（1576年）の第一次木津川口の戦いでは奮戦し織田水軍を壊滅させ、兵糧米を石山本願寺に運び込むことに貢献した。天正10年（1582年）に来島村上氏の来島通総が織田方に降った際にも毛利方に留まり、毛利輝元から周防国都濃郡内の400石、周防・長門の寺社半済の内の500貫などを与えられた。
吉充には子がなかったため、弟・村上亮康の子、景隆を養子に迎えたが早世したため、その弟の吉亮を後嗣に迎えている。
関ヶ原の戦い後、毛利氏の減封に伴って長門国へ移住したが、知行は1800石（2800石とも）しか与えられなかったため、当主の村上元充（吉亮の子）と別れ、因島へ戻り同地で没した。法名は晟清寺殿英中晟春。